# Klaudia Kulon
Klaudia Kulon (nascuda el 13 de març de 1992) és una jugadora d'escacs polonesa. Té els títols de Mestre Internacional i Gran Mestre Femení, que la FIDE li va concedir el 2019 i el 2014 respectivament. Va ser dues vegades campiona mundial femenina en la seva categoria d'edat.

## Resultats destacats en competició
Kulon va començar a jugar als escacs als 7 anys al club d'escacs de la Universitat Tecnològica de Koszalin. A partir de 2002, Kulon va guanyar diverses vegades el Campionat de Polònia Juvenil en diferents categories d'edat. Va guanyar dos cops el Campionat del món d'escacs per edats: l'any 2004, en la categoria femenina sub-12, i el 2006, en la categoria femenina sub-14. L'any 2008 va ser subcampiona, per darrere de Nazí Paikidze, del Campionat d'Europa d'escacs per edats a la secció femenina sub-16.
El 2007, Kulon va competir per primera vegada al campionat femení de Polònia, celebrat aquell any a Barlinek, i hi va acabar setena. Va guanyar el campionat polonès de blitz femení els anys 2006, 2017 i 2018.
El gener de 2014 Kulon va guanyar el campionat femení d'estudiants polonesos a Katowice. A l'abril va guanyar la medalla de bronze al campionat polonès femení de Varsòvia. Més tard, el mateix mes, es va convertir en la campiona polonesa de ràpides a Trzcianka. L'agost, Kulon va guanyar la secció femenina del Campionat del Món d'Escacs Universitari a Katowice amb una puntuació de 8½ punts sobre 9. El seu resultat va contribuir a la medalla d'or de Polònia. Al desembre va guanyar el 4t Memorial Krystyna Hołuj-Radzikowska a Wroclaw. El 2015 Kulon va tornar a guanyar el campionat femení d'estudiants de Polònia. El març de 2017 va guanyar la medalla de plata al campionat femení de Polònia.

### Competicions per equips
Kulon va jugar per Polònia al Campionat Europeu d'escacs per equips femení sub-18:
- El 2008, va guanyar l'or per equips i la plata individual al primer tauler al 8è Campionat d'Europa sub-18 femení d'escacs per equips a Szeged (+6, =0, -1).

Klaudia Kulon va jugar representant Polònia al Campionat d'Europa per equips d'escacs:
- El 2013, al quart tauler (Polònia II) al 10è Campionat d'Europa d'escacs per equips (femení) a Varsòvia (+4, =2, -2).

Klaudia Kulon va jugar representant Polònia a les Olimpíades d'escacs femenines:
- El 2014, al quart tauler de la 41a Olimpíada d'escacs de Tromsø (+3, =1, -2);
- El 2016, al quart tauler de la 42a Olimpíada d'escacs de Bakú (+8, =2, -1) i va guanyar la medalla de plata amb l'equip polonès.

Klaudia Kulon va jugar representant Polònia al Campionat del món d'escacs per equips:
- El 2015, al tauler de reserva del Campionat del Món d'escacs per equips femení 2015 a Chengdu (+0, =0, -4).